# Iwan Bykow
Iwan Timofiejewicz Bykow (ros. Ива́н Тимофе́евич Бы́ков, ur. w czerwcu 1904 we wsi Krugłysz w guberni wiackiej, zm. ?) – radziecki działacz partyjny i państwowy.

## Życiorys
W 1926 był przewodniczącym gminnego komitetu robotników rolnych i gminnego komitetu związku pracowników handlowych i radzieckich w guberni wiackiej, 1926-1928 służył w Armii Czerwonej, potem kierował czytelnią i gminnym oddziałem rolniczym w guberni wiackiej. Od 1928 należał do WKP(b), 1929 był przewodniczącym komitetu wykonawczego rady gminnej w guberni wiackiej, potem przewodniczącym komórki WKP(b) komuny rolniczej "Pachar", kierownikiem rejonowego oddziału rolniczego i wydziału rejonowego komitetu WKP(b) w Kraju Niżnonowogrodzkim (obecnie obwód niżnonowogrodzki), a 1920-1931 przewodniczącym komitetu wykonawczego rady rejonowej. Studiował w instytucie pedagogicznym i do 1933 w Kirowskim Instytucie Weterynaryjnym, 1933-1936 kierował rejonowym oddziałem rolniczym w Kraju Gorkowskim/Kraju Kirowskim, 1936-1938 kierował gabinetem WKP(b) i był zastępcą sekretarza rejonowego komitetu WKP(b) w Kraju Kirowskim/obwodzie kirowskim, 1938-1941 był I sekretarzem rejonowego komitetu WKP(b) w obwodzie gorkowskim, a 1941-1942 kierownikiem Wydziału Rolnego Komitetu Obwodowego WKP(b) w Kirowie. W 1942 ukończył Wyższą Szkołę Partyjnych Organizatorów przy KC WKP(b), od 1942 do października 1943 był instruktorem Zarządu Kadr KC WKP(b), od października 1943 do lutego 1945 II sekretarzem Komitetu Obwodowego WKP(b) w Kirowie, a od 23 marca 1945 do marca 1947 przewodniczącym Komitetu Wykonawczego Kirowskiej Rady Obwodowej. Od 12 marca 1947 do 15 marca 1952 był I sekretarzem Komitetu Obwodowego WKP(b) w Kirowie, od 1952 zastępcą przewodniczącego, potem do 1960 I zastępcą przewodniczącego Komitetu Wykonawczego Wołogodzkiej Rady Obwodowej. Został odznaczony Orderem Wojny Ojczyźnianej I klasy.